# Leucopis
Leucopis är ett släkte av tvåvingar. Leucopis ingår i familjen markflugor.

## Dottertaxa tillLeucopis, i alfabetisk ordning[1][2]
- Leucopis aciliosa
- Leucopis adelgivora
- Leucopis afghanica
- Leucopis africana
- Leucopis aglaia
- Leucopis albipennis
- Leucopis albipuncta
- Leucopis albostriata
- Leucopis aldrichi
- Leucopis alexandri
- Leucopis alticeps
- Leucopis americana
- Leucopis ancilla
- Leucopis ankophalla
- Leucopis annulipes
- Leucopis aphidiperda
- Leucopis aphidivora
- Leucopis apicalis
- Leucopis ardis
- Leucopis argentata
- Leucopis argenticollis
- Leucopis armeniaca
- Leucopis armillata
- Leucopis artemesia
- Leucopis askophalla
- Leucopis astonea
- Leucopis atratula
- Leucopis atrifacies
- Leucopis atritarsis
- Leucopis auraria
- Leucopis aurea
- Leucopis ballestrerii
- Leucopis bellula
- Leucopis bipunctata
- Leucopis bivittata
- Leucopis bosqi
- Leucopis bursaria
- Leucopis canthogena
- Leucopis celsa
- Leucopis cerasiphila
- Leucopis ceratophalla
- Leucopis charactophalla
- Leucopis chileana
- Leucopis chillcotti
- Leucopis cilifemur
- Leucopis cinarophaga
- Leucopis cinerella
- Leucopis claripes
- Leucopis compacta
- Leucopis cortesi
- Leucopis curtisetosa
- Leucopis decipiens
- Leucopis desantisi
- Leucopis dianae
- Leucopis dislineata
- Leucopis diversa
- Leucopis dobrodginus
- Leucopis eugenii
- Leucopis euryvitta
- Leucopis fiorii
- Leucopis flavicornis
- Leucopis formosana
- Leucopis freyi
- Leucopis frontalis
- Leucopis gaimarii
- Leucopis gallicola
- Leucopis geniculata
- Leucopis gilva
- Leucopis gloriae
- Leucopis glyphinivora
- Leucopis gobiana
- Leucopis grandis
- Leucopis griseola
- Leucopis griseostriata
- Leucopis grunini
- Leucopis gussakovskii
- Leucopis hadzibeiliae
- Leucopis hennigrata
- Leucopis hermanni
- Leucopis hirta
- Leucopis impunctata
- Leucopis inserata
- Leucopis interposita
- Leucopis interruptovittata
- Leucopis kaszabi
- Leucopis kerhneri
- Leucopis kerzhneri
- Leucopis latifrons
- Leucopis lotophila
- Leucopis lubrica
- Leucopis lusoria
- Leucopis luteicornis
- Leucopis maculata
- Leucopis magnicornis
- Leucopis major
- Leucopis malicola
- Leucopis manii
- Leucopis marcida
- Leucopis melanopus
- Leucopis militia
- Leucopis minor
- Leucopis minuscula
- Leucopis misaphida
- Leucopis monticola
- Leucopis morgei
- Leucopis nigraluna
- Leucopis nigripes
- Leucopis ninae
- Leucopis nudiceps
- Leucopis obscura
- Leucopis ocellaris
- Leucopis olivacea
- Leucopis orbiseta
- Leucopis ornatifrons
- Leucopis palliditarsis
- Leucopis pallidolineata
- Leucopis palumbi
- Leucopis paracompacta
- Leucopis paradoxopyga
- Leucopis parallela
- Leucopis pecania
- Leucopis pemphigae
- Leucopis philoisos
- Leucopis picea
- Leucopis pinicola
- Leucopis piniperda
- Leucopis plumifrons
- Leucopis populicola
- Leucopis priapophalla
- Leucopis pseudobellula
- Leucopis pseudomelanopus
- Leucopis psyllidiphaga
- Leucopis pulvinariae
- Leucopis punctella
- Leucopis puncticornis
- Leucopis quinquevittata
- Leucopis rajabimazhari
- Leucopis raoi
- Leucopis revisenda
- Leucopis riedeli
- Leucopis rosanovi
- Leucopis rotundogena
- Leucopis rufitarsis
- Leucopis rufithorax
- Leucopis saliceti
- Leucopis salicis
- Leucopis schlingeri
- Leucopis scutellata
- Leucopis setifrons
- Leucopis setigera
- Leucopis shannoni
- Leucopis silesiaca
- Leucopis simlai
- Leucopis simplex
- Leucopis sogdiana
- Leucopis solaris
- Leucopis sorbi
- Leucopis sordida
- Leucopis spatula
- Leucopis spinifrons
- Leucopis splendida
- Leucopis spyrothecae
- Leucopis steinbergi
- Leucopis subclaripes
- Leucopis subcompacta
- Leucopis svetlanae
- Leucopis szepligetii
- Leucopis sziladyi
- Leucopis talaria
- Leucopis talitzkii
- Leucopis tapiae
- Leucopis thecabii
- Leucopis tibialis
- Leucopis tugajorum
- Leucopis ulmicola
- Leucopis vanharteni
- Leucopis velutinifrons
- Leucopis verticalis
- Leucopis yaromi